# Ursula Enders
Ursula Enders (* 1953 in Olpe) ist eine deutsche Erziehungswissenschaftlerin, Traumatherapeutin und Autorin.

## Leben
Ursula Enders ist Diplom-Pädagogin. Sie ist Mitbegründerin von „Zartbitter“ Münster, des Bundesvereins zur Prävention sowie Mitbegründerin und Leiterin von „Zartbitter“ Köln, Kontakt- und Informationsstelle gegen sexuellen Missbrauch an Mädchen und Jungen. Seit Anfang der 1990er-Jahre arbeitet sie schwerpunktmäßig zu sexualisierter Gewalt in Institutionen. U. a. war sie Mitglied der Untersuchungskommission der Missbrauchsfälle in der Evangelisch-Lutherischen Kirche in Norddeutschland.
Enders ist Autorin diverser Fach- und Kinderbücher. Das von ihr in mehreren komplett überarbeiteten Neuauflagen herausgegebene Handbuch Zart war ich, bitter war’s gilt als ein Standardwerk für den Umgang mit sexueller Gewalt an Kindern und Jugendlichen.

## Publikationen
- Grenzen achten. Schutz vor sexuellem Missbrauch in Institutionen. Ein Handbuch für die Praxis. Kiepenheuer & Witsch, Köln 2012, ISBN 978-3-462-30478-7.
- Hrsg.: Zart war ich, bitter war’s. Handbuch gegen sexuellen Missbrauch, ISBN 978-3-462-03328-1, Köln 2003.[3]